# Theo van Gogh (Regisseur)

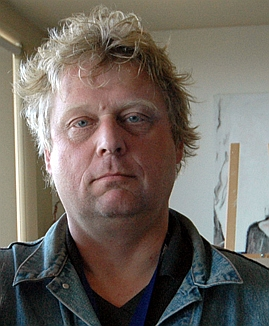
Theo van Gogh, 2004

Theodoor „Theo“ van Gogh (* 23. Juli 1957 in Den Haag; † 2. November 2004 in Amsterdam) war ein niederländischer Filmregisseur, Publizist und Satiriker. Er wurde am 2. November 2004 vom islamischen Fundamentalisten Mohammed Bouyeri ermordet. Er war ein Urenkel von Theo van Gogh, dem Bruder Vincent van Goghs.

## Leben

### Frühe Jahre
Van Gogh hatte zunächst Jura studiert, beschloss aber nach dem Abbruch des Studiums, Regisseur zu werden. Daneben arbeitete er für Funk und Fernsehen und schrieb provokante Kolumnen. Van Gogh war Mitglied der politischen Bewegung „Republikeins Genootschap“ (deutsch Republikanische Genossenschaft).

### Van Gogh als öffentliche Person

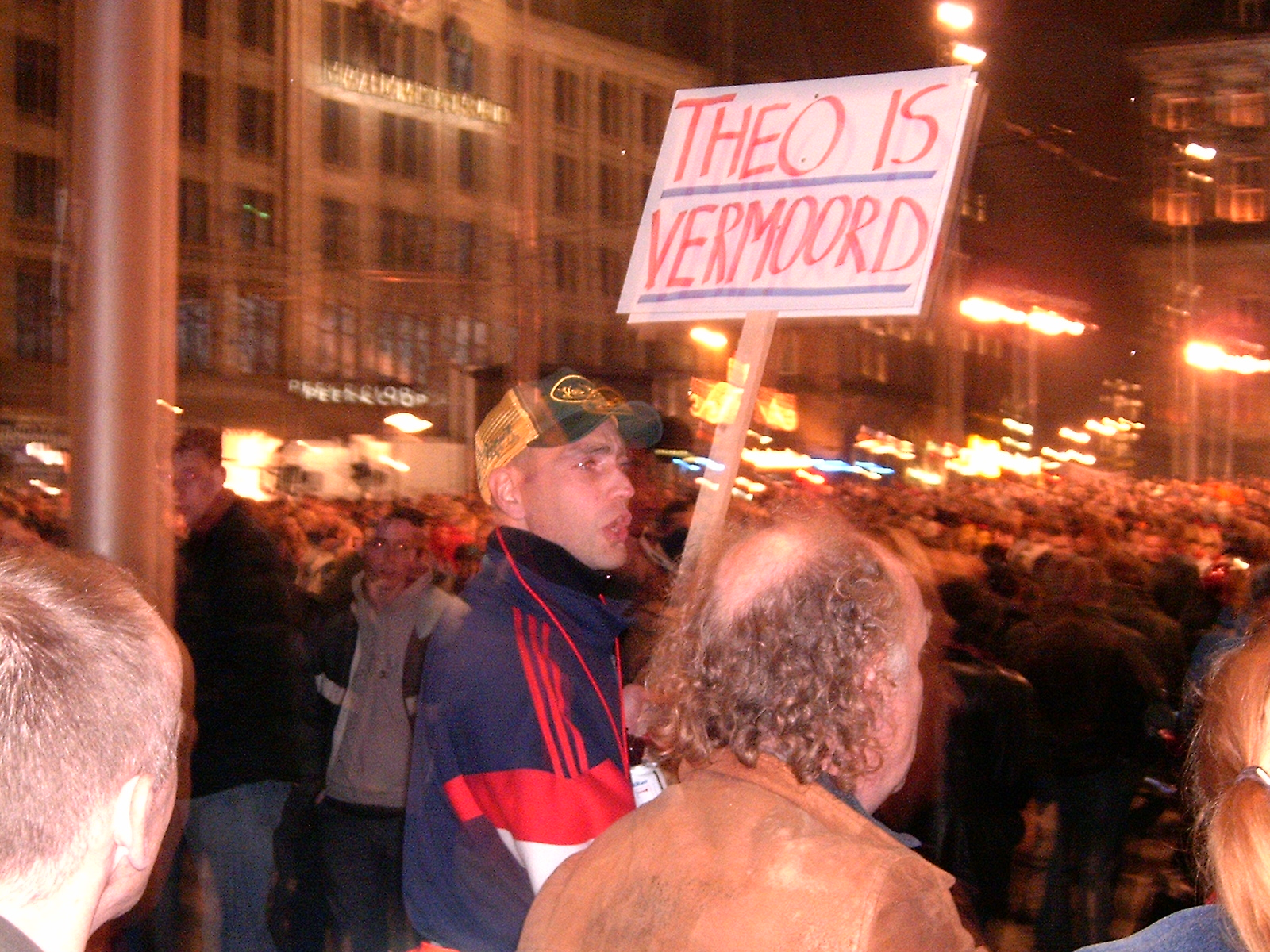
Demonstration auf De Dam in Amsterdam nach dem Mord

Van Gogh galt schon lange in den Niederlanden als enfant terrible. Er rief mit provokanten, auch zynischen Äußerungen und Spott immer wieder Kontroversen in den Medien hervor. So kritisierte er die multikulturelle Gesellschaft, die einen Angriff gegen die „Normen und Werte der westlichen Gesellschaft“ darstelle und den „aggressiven und rückständigen Islam“ verteidige. Moslems bezeichnete er häufiger als geitenneukers (deutsch: Ziegenficker). Dem Schriftsteller Leon de Winter warf van Gogh „Vermarktung seines Judentums“ vor und provozierte ihn und dessen Frau in diesem Zusammenhang mit sexuellen Anzüglichkeiten. Ferner bezeichnete er den aus einer jüdischen Familie stammenden sozialdemokratischen Politiker Job Cohen wegen dessen interkultureller Verständigungsbemühungen als einen von „Allahs Schlächtern“, der „als Jude für die Drecksarbeit zuständig“ sei. Andererseits forderte er Liberalität und Freiheit und zeichnete sich als Interviewer und Regisseur durch Sensibilität und Geduld im Umgang mit Gesprächspartnern und Schauspielern aus. Die Presse beschrieb ihn auch als liebevollen Familienmenschen.
1984 brachten ihm geschmacklose Witze und die Karikatur „zwei kopulierende gelbe Sterne in der Gaskammer“ eine Klage wegen Antisemitismus ein; in der Berufungsverhandlung wurde er freigesprochen. Van Gogh beschränkte sich aber keineswegs auf jüdische oder islamische Themen, er attackierte ebenso christliche Werte und Symbole.
Einen seiner letzten Filme, Submission (dt. „Unterwerfung“), erstellte er in Zusammenarbeit mit der Islamkritikerin und ehemaligen Muslima Ayaan Hirsi Ali. Der Film handelt von vier muslimischen Frauen, die über ihre Missbrauchserfahrungen sprechen. Zu sehen sind die verschleierten Gesichter der Erzählerinnen und ihre durchsichtig bekleideten Körper, beschrieben mit fünf Suren aus dem Koran, die die Frau zur Unterwerfung unter ihren Ehemann auffordern, und gezeichnet von Schlägen und Striemen durch Peitschenhiebe. Die Fernsehausstrahlung am 29. August 2004 führte zu heftigen Reaktionen unter Muslimen, woraufhin Hirsi Ali wegen mehrfacher Morddrohungen zeitweilig unter Polizeischutz gestellt wurde, nicht jedoch van Gogh.

### Van Gogh als Regisseur

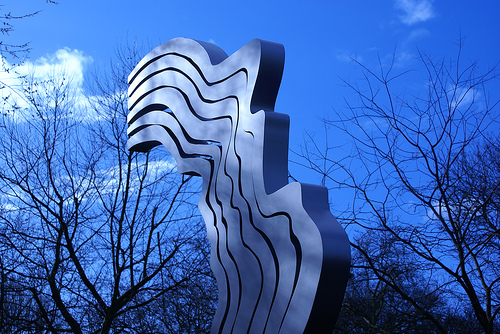
Der Schrei von Jeroen Henneman – Mahnmal für Theo van Gogh und die Meinungsfreiheit

Das Debüt van Goghs bestand 1981 in der Veröffentlichung des Films Luger. Für seine Filme Blind Date (1996) und In het belang van de staat (1997, dt. „Aus Staatsraison“) erhielt er jeweils den Niederländischen Filmpreis Gouden Kalf (Goldenes Kalb). Sein Film Submission sorgte im Sommer 2004 nach seiner Fernsehausstrahlung für kontroverse Diskussionen. Bis zu seinem Tod arbeitete er an einem Film über die Ermordung des Politikers Pim Fortuyn (Arbeitstitel 06/05) und an einem Film über marokkanische Jugendliche (Arbeitstitel Cool). Als Schauspieler war er unter anderem in Norderlingen (De noorderlingen) (1992) zu sehen.
Van Gogh war ein typischer „Aktionsregisseur“. Die Qualität seiner Filme beruhte in erster Linie auf der Story und den Leistungen seiner Schauspieler. Die meisten seiner Produktionen waren Low-Budget-Produktionen und in sechs Fällen (von insgesamt 19 fertiggestellten Filmen) auch selbstfinanziert. Während er in seinen Kolumnen und Debatten häufig extreme Standpunkte einnahm und sich angriffslustig gab, war er – laut Aussagen seiner Mitarbeiter – am Filmset ein ruhiger und freundlicher Regisseur. Van Gogh behauptete, dass diese Haltung aus Berechnung resultiere, da er beobachtet habe, Schauspieler arbeiteten besser, wenn man sie nett behandele.
In den 1980er Jahren wechselte Van Gogh zu zurückhaltenden Literaturverfilmungen. Ab den 1990er Jahren schien er sich auf spannende Beziehungsfilme zu spezialisieren. Autoren wie Theodor Holman, Justus van Oel und Tomas Ross lieferten ihm dafür die Vorlagen.
Nach dem Erfolg von 06 und Blind Date waren Filmproduzenten eher geneigt, Geld in seine Produktionen zu stecken.

### Van Gogh im Theater
Die Bühnenfassung von van Goghs Das Interview wurde am 28. Mai 2003 am TUSCHINSKI Theater in Amsterdam uraufgeführt, die Uraufführung der deutschen Fassung fand am 17. Februar 2006 im Künstlerhaus Mousonturm statt.

### Attentat

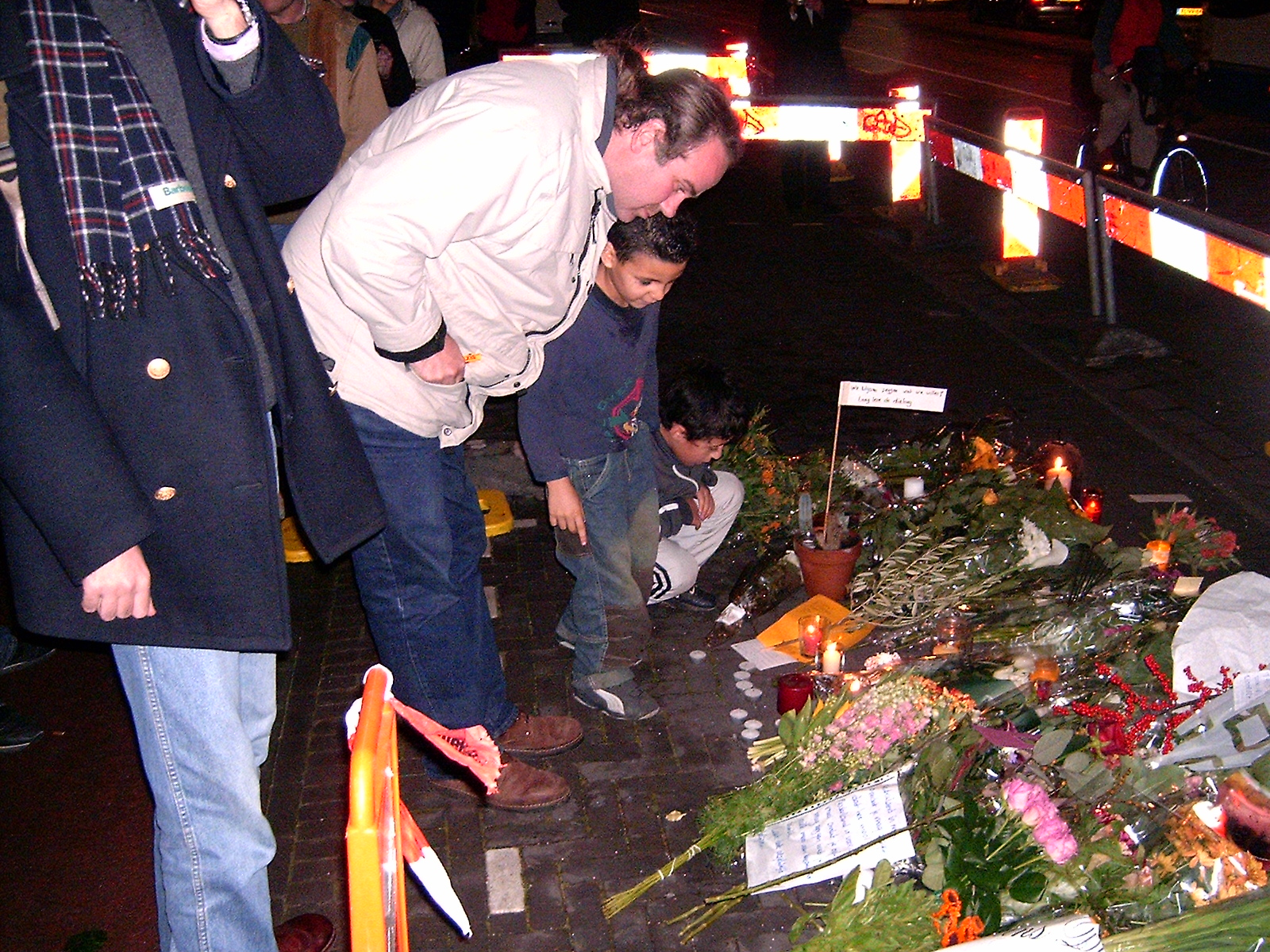
Ort, an dem van Gogh ermordet wurde

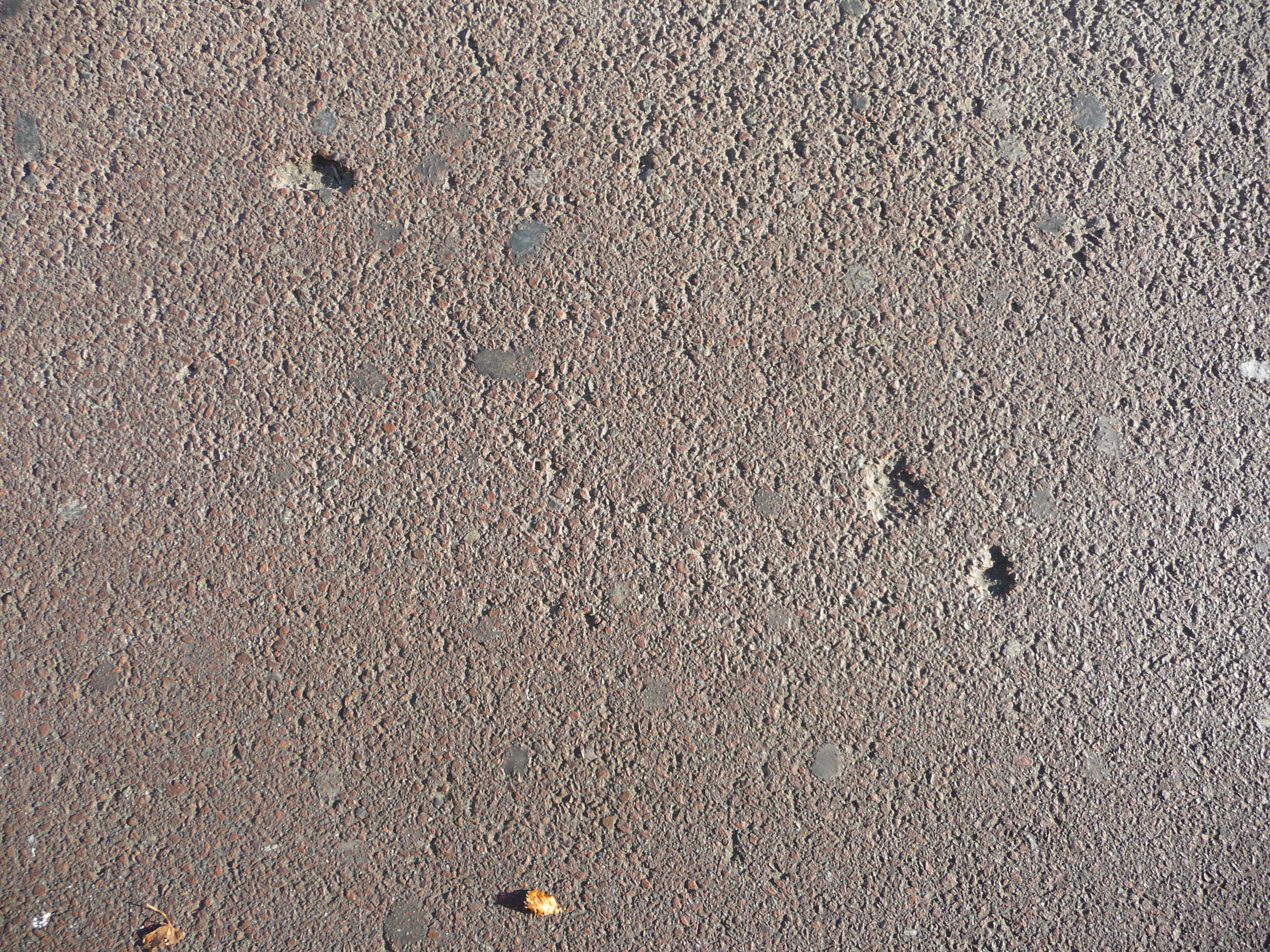
Linnaeusstraat 22: Zehn Jahre nach dem Mord sind die Einschusslöcher noch auf dem Radweg sichtbar. Bild 2. November 2014

Nach Ausstrahlung des Films Submission über die Unterdrückung der Frau durch den Islam erhielt van Gogh Morddrohungen. Am 2. November 2004 wurde er gegen 8:45 Uhr in der Amsterdamer Linnaeusstraat in der Nähe des Oosterparks ermordet.
Van Gogh war mit dem Fahrrad ins Filmstudio zur Abnahme seines Spielfilms 06/05 (über die in Teilen fiktiven Hintergründe des Mordes an dem Politiker Pim Fortuyn am 6. Mai 2002) unterwegs, als er nach Augenzeugenberichten von einem Mann auf dem Fahrrad eingeholt wurde, der sofort auf ihn zu schießen begann. Van Gogh versuchte noch, auf die andere Straßenseite zu flüchten, wurde aber vom selben Mann weiter beschossen. Als van Gogh schon am Boden lag, schnitt ihm der Attentäter die Kehle durch und heftete mit zwei Messerstichen ein fünfseitiges Bekennerschreiben an den Körper, das auch eine Morddrohung an Ayaan Hirsi Ali enthielt. Nach der Tat flüchtete der Täter Richtung Oosterpark, wo er von der Polizei nach einem Schusswechsel verletzt festgenommen werden konnte.
Der Attentäter Mohammed Bouyeri, der in den Niederlanden geboren worden und aufgewachsen war, besitzt die marokkanische und niederländische Staatsbürgerschaft. Sowohl das auf dem Opfer zurückgelassene Bekennerschreiben als auch ein Abschiedsbrief, den der Attentäter bei sich trug, ließen darauf schließen, dass der Täter aus einer radikal-islamistischen Motivation heraus handelte. Laut Meldungen des Justizministeriums war der Täter beim Algemene Inlichtingen- en Veiligheidsdienst (AIVD), dem Niederländischen Geheimdienst, in Zusammenhang mit Ermittlungen zu Samir A. bereits bekannt. Dieser war Mitte des Jahres wegen der Vorbereitung terroristischer Anschläge verhaftet worden.
Nach dem Mord an Theo van Gogh kam es in den Niederlanden zu Brandanschlägen auf islamische und auf christliche Einrichtungen. Diese Unruhen lösten sowohl in den Niederlanden als auch im europäischen Ausland eine breite Diskussion über das Zusammenleben zwischen Europäern und muslimischen Einwanderern aus. Van Goghs Sohn wurde laut seiner Familie mehrfach Opfer von Übergriffen muslimischer Jugendlicher.
Bouyeri sagte bei dem Prozess gegen die Hofstadgruppe, der er angehört hatte, 2006 dem Richter, dass er die Tat im Kampf gegen die „Ungläubigen“ für gerechtfertigt hielte. Er wurde 2005 zu lebenslanger Haft verurteilt und kann auch bei guter Führung nicht früher entlassen werden.

## Rezeption in der Popkultur
Die niederländische Popband Nits behandelt im im Herbst 2005 erschienenen Album Les Nuits den Mord an van Gogh in einer Songtrilogie.
In seinem 2012 erschienenen teilbiographischen Roman Ein gutes Herz (VSV) verarbeitet Leon de Winter seine Erfahrungen mit Theo van Gogh, macht den Ermordeten zu einem Schutzengel und lässt dessen Mörder über die Pflicht zum Mord an Gotteslästerern und die Existenz von Dschinn dozieren.

## Filmografie

### Regie
- Luger, 1982
- Een dagje naar het strand, 1984
- Charley, 1986
- Terug naar Oegstgeest, 1987
- Loos, 1989
- Vals licht, 1993
- Ilse verandert de geschiedenis, 1993
- 06, 1994
- Reunie, 1994
- Eva, 1994
- Een galerij: De wanhoop van de sirene, 1994
- De Eenzame Oorlog Van Koos Tak, 1995
- Blind Date, 1996
- Hoe ik mijn moeder vermoordde, 1996
- In het belang van de staat, 1997
- Au, 1997
- De Pijnbank, 1998
- De Kampioen, 1999
- Baby Blue, 2001
- De nacht van Aalbers, 2001
- Najib en Julia, 2002
- Das Interview (Interview), 2003
- Zien, 2004
- Submission, 2004
- Cool, 2004
- Der sechste Mai (06/05), Dezember 2004

### Schauspieler
- Luger, 1981
- De witte waan, 1984 von Adriaan Ditvoorst. Als Junkie
- De nacht van de wilde ezels, 1990 von Pim de la Parra
- Tadzio, 1991 von Erwin Olaf und Frans Franciscus
- Noorderlingen (De noorderlingen), 1992 von Alex van Warmerdam. Als Dikke Willie
- La Sequence des barres paralleles, 1992 von Ian Kerkhof
- Terrorama!, 2001 von Edwin Brienen. Als fanatischer Kirchgänger

## Dokumentation
- Der Tag als Theo van Gogh ermordet wurde. Dokumentation, 60 Min., ein Film von Esther Schapira und Kamil Taylan, Produktion: Hessischer Rundfunk und ARD,  Juni 2007.[6]